# Medaglia di Thulin
La medaglia di Thulin (in svedese Thulinmedaljen) è un premio annuale conferito dalla Swedish Society for Aeronautics and Astronautics. Viene assegnata a persone che con i loro studi o il loro lavoro hanno contribuito al progresso dell'ingegneria aeronautica o aerospaziale.
Il premio, approvato dall'Accademia reale svedese di scienze ingegneristiche, è considerato il maggior riconoscimento svedese nel campo aerospaziale.
La medaglia di Thulin è stata istituita nel 1944 in memoria di Enoch Thulin, un pioniere dell'aeronautica svedese. Le medaglie possono essere in oro, argento e bronzo e vengono assegnate ogni anno il 14 maggio, data in cui Thulin è morto in occasione di una manifestazione aerea.

## Vincitori

### Oro
La Medaglia di Thulin in oro assegnata a i seguenti pionieri per l'eccezionale e meritevole ruolo svolto nell'industria dell'aeronautica:
- 1944 Ivar Minerali , Direttore Generale, Fisico Spaziale
- 1948 Henry Kjellson , Direttore di Volo
- 1948 Gösta von Porat , Colonnello
- 1949 Karl Lignell , Direttore
- 1949 Tord Angstrom , Ingegnere
- 1952 Nils Söderberg , Generale
- 1952 Pietra Luthander , Professore
- 1954 Eli Nordqvist , Direttore
- 1955 Bo Lundberg , MSc
- 1961 Lars Brising , Ph.D.
- 1965 Tore Gullstrand , Direttore
- 1967 Ake Sunden , Direttore Generale
- 1972 Erik Bratt , Ingegnere
- 1979 Sune Berndt , Professore
- 1980 Ake Armgarth , MSc
- 1981 Marten Landahl , Professore
- 1982 Arne Frykholm , Pilota
- 1983 Arne Broman , Direttore
- 1984 GL , Maggiore Generale
- 1985 Lars-Erik Nordström , responsabile della sicurezza del volo
- 1986 Sven-Olof Ohlin , Direttore Generale
- 1987 Rudolf Abelin , Direttore
- 1987 Björn Andreasson , Ingegneria
- 1990 Lorentz Elmeland , MSc
- 1992 Sven-Olof Ridder , MSc
- 1993 Georg Karnsund , Direttore
- 1993 Pietra Gustavsson , Direttore
- Bengt Hultqvist
- 1995 Sven-Olof Hökborg , Maggiore Generale
- 1996 Fredrik Engström , Direttore
- 1998 Olof Lundberg , direttore
- 1998 Olof Dahlsjö , Ph.D.
- 1999 Lans , Ingegneria
- 2001 Tommy Ivarsson , M.Sc.
- 2002 Bengt Halse , direttore
- 2003 Conny Kullman , Direttore
- 2004 Billy Fredriksson , Direttore
- 2005 Lennart Lubecca , Direttore
- 2006 Ulf Edlund , Senior Engineer
- 2006 Ulf Olsson , direttore tecnico
- 2007 Ingvar Sundstrom , MSc
- 2008 Sven Grahn , MSc
- 2009 Peter Möller , MSc
- 2010 Lennart Joelsson

### Argento
Thulin Medaglia in argento è stato assegnato il seguente, come attraverso il lavoro indipendente, tesi o di design promosso il progresso tecnico di volo: 
- - 1948 AJ Andersson , Senior Engineer
  - 1948 Bo Lundberg , MSc
  - 1952 Lars Brising , PhD
  - 1953 Curt Nicolin , direttore
  - 1956 Erik Bratt , Senior Engineer
  - 1960 Bengt Olow , Senior Engineer
  - 1970 Bengt Sjoberg, M.Sc.
  - 1980 Bert Arlinger
  - 1981 Ingvar Ericson
  - 1981 Il suo Menn Borg
  - 1981 Gösta Rosander
  - 1982 Nils-Eric Iwar
  - 1982 Milton Mobärg
  - 1984 Per-Olof Elgcrona
  - 1984 Gunnar Hellström
  - 1985 Erik Bergstedt
  - 1985 Ewald Wedins
  - 1986 Ingemar Carlsson
  - 1986 Börje Fonden
  - 1986 Härje Thunholm
  - 1987 Arne Almesåker
  - 1987 Lennart Nordström
  - 1987 Åge Roed
  - 1988 Hans Ahlinder
  - 1988 Gennaio Hammarstrom
  - 1988 Helmer Larsson
  - 1988 , Arthur Rizzi
  - 1989 Börje Andersson
  - 1989 Johnny Andersson
  - 1990 Börje Hakansson
  - 1991 Gustaf Bennich
  - 1991 Tage Simonsson
  - 1992 Bengt Dellby
  - 1992 Karl-Erik Puntata
  - 1992 Gennaio Torin
  - 1993 Tommy Ivarsson
  - 1993 Sven Grahn
  - 1994 Gösta Niss
  - 1994 Björn Sjöblom
  - 1994 Bengt Skarman
  - 1995 Jan-Olov Lenman
  - 1995 Roland Sunden
  - 1995 Johan Oriente
  - 1996 di Come Pelle
  - 1996 Staffan Meijer
  - 1996 Lars Peterson
  - 1997 Anders Blom
  - 1997 Stefan Zenker
  - 1998 Lars-Erik Eriksson
  - 1998 Sture Rodling
  - 1999 Ulf Rehme
  - 2000 Ulf Balldin
  - 2000 Lars Rundqwist
  - 2001 Arne Broman
  - 2001 Gennaio Häggander
  - 2002 Conny Carlson
  - 2002 Erik Kullberg
  - 2003 Karl G. Lövstrand
  - 2003 Bo Wahlgren
  - 2004 Gennaio Askne
  - 2004 Lars Josefsson
  - 2004 Gennaio Wigren
  - 2005 Hans Mårtensson
  - 2005 Ingmar Hedblom
  - 2006 Fredrik von Scheele
  - 2006 Ola Berger
  - 2007 Peter Eliasson
  - 2007 Peter Rathsman
  - 2008 Thomas Johnsson
  - 2008 Per Erik Ljung
  - 2009 Hans Hellsten
  - 2009 Gote Strindberg
  - 2009 Boris Smeds
  - 2010 Gert Sjunnesson
  - 2010 Kenneth Svensson
  - 2010 Torbjörn Hult
  - 2011 Patrick Berry
  - 2011 Gunnar Ericson
  - 2012 Henrik Elinder
  - 2012 Gote Sved Corona
  - 2013 Pontus Nordin
  - 2013 Örjan Arulf

### Bronzo
Thulin Medaglia in bronzo è stato assegnato il seguente, che ha promosso l'Aeronautical Society: 
- - 1944 AB Thulinverken
  - 1944 GLM Ericson , Ingegneria
  - 1944 C Florman , capitano
  - 1944 CG von Porat , colonnello
  - 1944 C Chevron , Volo Direttore Generale
  - 1944 T Angstrom , Senior Engineer
  - 1963 T Gullstrand , Professore Associato
  - 2011 A Gustafsson
  - 2013 Ove Dahlen

## Fonti
1. ^ Associazione Aeronautica, leggere il 5 settembre 2009